# MG 42
MG 42 (prescurtat din limba germană: Maschinengewehr 42) a fost o mitralieră de companie fabricată de Germania nazistă în cel de-al Doilea Război Mondial, intrând în serviciul Wehrmacht-ului în 1942. A completat și în unele cazuri a înlocuit mitraliera MG 34, deși ambele mitraliere au fost fabricate și folosite până la sfârșitul războiului.
MG 42 are un palmares dovedit de fiabilitate, durabilitate, simplitate, și ușurința de operare, dar este cel mai notabil pentru capacitatea sa de a produce un volum mare de foc de supresie. MG-42 a avut una dintre cele mai mari cadențe medii de foc pentru o armă portabilă cu o singură țeavă: între 1.200 și 1.500 cartușe/minut. Au fost și alte arme automate cu putere de foc similar, cum ar fi mitraliera Darne de producție franceză, mitraliera Gebauer de producție maghiară sau mitraliera ShKAS rusesc, montată pe avion și mitraliera britanică Vickers K. Cu toate acestea, alimentarea cu benzi de cartușe și sistemul care permitea schimbarea rapidă a țevii (între 3 și 7 secunde) au permis o tragere timp mai îndelungat cu acest tip de mitralieră decât cu celelalte mitraliere.

## Istorie
Mitraliera a fost proiectată în 1941 pentru a înlocui modelul Maschinengewehr 34. Primele prototipuri au fost prezentate de companiile: Metall und Lackierwarenfabrik Johannes Großfuß AG, Rheinmetall-Borsig și Stübgen. Din cele trei modele propuse a ieșit câștigător modelul celor de la Metall und Lackierwarenfabrik Johannes Großfuß AG, deși aceștia nu aveau experiență în fabricarea armelor; având ca principal obiect de activitate fabricarea de componente din tablă ambutisată.
Arma rezultată MG 39 semăna foarte mult cu predecesoarea ei, MG 34. A fost comandată o pre-serie de 1500 de bucăți din MG39/41 și testată în condiții de luptă.
Arma a fost acceptată în înzestrare în mod oficial și a intrat în producție în 1942 sub numele de Maschinengewehr 42 sau MG 42.
În armata română a ajuns să fie folosită după conferința pe care a avut-o șeful statului cu Adolf Hitler în ianuarie 1943 când acesta i-a cerut Führer-ului armament pentru armata română ce lupta pe teritoriul Uniunii Sovietice; mai precis s-au cerut 440 bucăți.

## Utilizatori
- Germania nazistă
- Ungaria
- Iugoslavia
- Regatul României